# بروتوكول لاهاي
بروتوكول لاهاي هو معاهدة وقعت في 28 سبتمبر 1955 في لاهاي. يهدف هذا البروتوكول إلى تعديل اتفاقية وارسو. في حين أن بروتوكول لاهاي أريد به أن يكون مادة واحدة مع اتفاقية وارسو، إلا أنه لم يُصَّدق عليه إلا 137 من الأطراف الأصلية البالغ عددها 152 في اتفاقية وارسو.  النسخة الملزمة من المعاهدة مكتوبة بالفرنسية، ولكن توجد نسخ معتمدة أيضًا باللغتين الإنجليزية والإسبانية. الجهة الرسمية المسؤولة عن إيداع المعاهدة هي حكومة بولندا.

## اتفاقية وارسو
وُضعت اتفاقية وارسو لوضع أساس قانوني للطيران التجاري، سواءً للشحن أو للركاب. وسمحت الاتفاقية بتحديد أساس المسؤولية القانونية لشركات النقل الجوي في حال وقوع حادث.

## الغرض
أضيف بروتوكول لاهاي إلى بنود اتفاقية وارسو لأسباب متعددة. أولًا، بما أن الاتفاقية الأصلية وُضعت عام 1929، ومع تقدم التكنولوجيا والقانون، كان لا بد من تحديث المعاهدة الأصلية. ثانيًا، وربما الأهم من ذلك، أن بروتوكول لاهاي حد من المسؤولية التي يتعين على شركات الطيران التجارية أن تتحملها في حالة وقوع حادث.

## روابط خارجية
- نص بروتوكول لاهاي (كما قدم إلى مجلس الشيوخ الأمريكي وصدق عليه)
- أطراف اتفاقية وارسو وبروتوكول لاهاي، كما قررتها بولندا وسجلتها منظمة الطيران المدني الدولي